# Bov Kommune
| Strukturdaten | Strukturdaten     |
| ------------- | ----------------- |
| Fläche        | 147,86 km2 (2005) |
| Einwohner     | 9.992 (2005)      |

Bov Kommune (deutsch: Kommune Bau) war eine Kommune in Sønderjyllands Amt (Nordschleswig), Dänemark. Sie entstand bei der Kommunalreform 1970 durch Zusammenlegung der Kirchspielsgemeinden (dän.: Sogn) Bov (deutsch: Bau) und Holbøl (deutsch: Holebüll) und wurde 2007 aufgelöst.

## Politik
Bei der letzten Wahl am 21. November 2001 hat Socialdemokratiet 28,7 % erhalten.
Det Konservative Folkeparti hat 17,8 % bei der Wahl erhalten und auf  Venstre entfielen  37,5 % der Stimmen.

## Partnergemeinden
- Harrislee

## Wirtschaft und Verkehr
Die Wirtschaft wird vor allem von der deutsch-dänischen Grenze bestimmt. Padborg (deutsch: Pattburg) ist ein wichtiger Knotenpunkt des internationalen Speditionsgewerbes, auch Kruså (deutsch: Krusau) ist ein wichtiger Grenzort.